# هلن واگنر
هلن واگنر (انگلیسی: Helen Wagner؛ ۳ سپتامبر ۱۹۱۸ – ۱ مهٔ ۲۰۱۰) یک هنرپیشه اهل ایالات متحده آمریکا بود. وی بین سال‌های ۱۹۵۲ تا ۲۰۱۰ میلادی فعالیت می‌کرد.